# Villa rustica de la Vințu de Jos
Villa rustica este situată în apropierea localității Vințu de Jos din județul Alba , în dreapta șoselei ce duce la Alba Iulia, vis-a-vis de stația de pompare a gazului metan. 

## Legături exerne
- Roman castra from Romania (includes villae rusticae) - Google Maps / Earth Arhivat în 5 decembrie 2012, la Archive.is